# Trail Verbier Saint-Bernard
Le trail Verbier Saint-Bernard est une compétition de trail se déroulant à Verbier dans le canton du Valais en Suisse. Il a été créé en 2009.

## Histoire
Inspiré par le succès de l'Ultra-Trail du Mont-Blanc qui traverse le val Ferret en Suisse, Tiphaine Artur et Julien Moulin souhaitent créer un ultra-trail similaire mais dont le parcours serait entièrement situé sur sol suisse. Aidé par la création de la structure touristique « Destination Verbier-Saint-Bernard », la direction de course met en place le trail Verbier Saint-Bernard qui effectue une boucle depuis la station de Verbier jusqu'au col du Grand Saint-Bernard en traversant les val de Bagnes, d'Entremont et Ferret. Avec une distance de 105 km pour le parcours de « La Boucle », c'est le premier ultra-trail de plus de 100 km en Suisse. La première édition a lieu le 4 juillet 2009. Les Suisses Florien Troillet et Denise Zimmermann sont les premiers vainqueurs,.
Pour l'édition 2014, l'épreuve-reine « La Boucle » voit un profond remaniement du parcours qui conserve cependant une distance similaire avec 111 km. Néanmoins, le dénivelé positif cumulé passe à 8 600 m grâce à deux importantes montées sur le Catogne et à la cabane d'Orny. La course est renommée « X-Alpine » pour l'occasion.
À l'occasion du dixième anniversaire de l'épreuve en 2018, c'est le second parcours « La Traversée » qui voit son parcours modifié et rallongé à 73 km. Il change de nom et devient l'« X-Traversée ». Un nouveau parcours de 43 km fait son apparition au programme, le Verbier Marathon.
L'édition 2019 accueille les championnats suisses de trail sur l'« X-Traversée ». Mike Aigroz et Maya Chollet sont titrés en remportant chacun leur deuxième victoire sur l'épreuve.
L'édition 2020 est annulée en raison de la pandémie de Covid-19.
En raison de fortes intempéries ayant touché le canton du Valais, l'édition 2024 voit les parcours des épreuves largement modifiés. Le parcours de l'X-Alpine est raccourci à 60 km avec arrivée à La Fouly. L'X-Traversée est annulée. Une course spéciale de 17 km reliant Le Châble à Verbier est proposée en remplacement. Le Marathon est reporté au dimanche avec un parcours raccourci à 38 km.

## Parcours

### X-Alpine

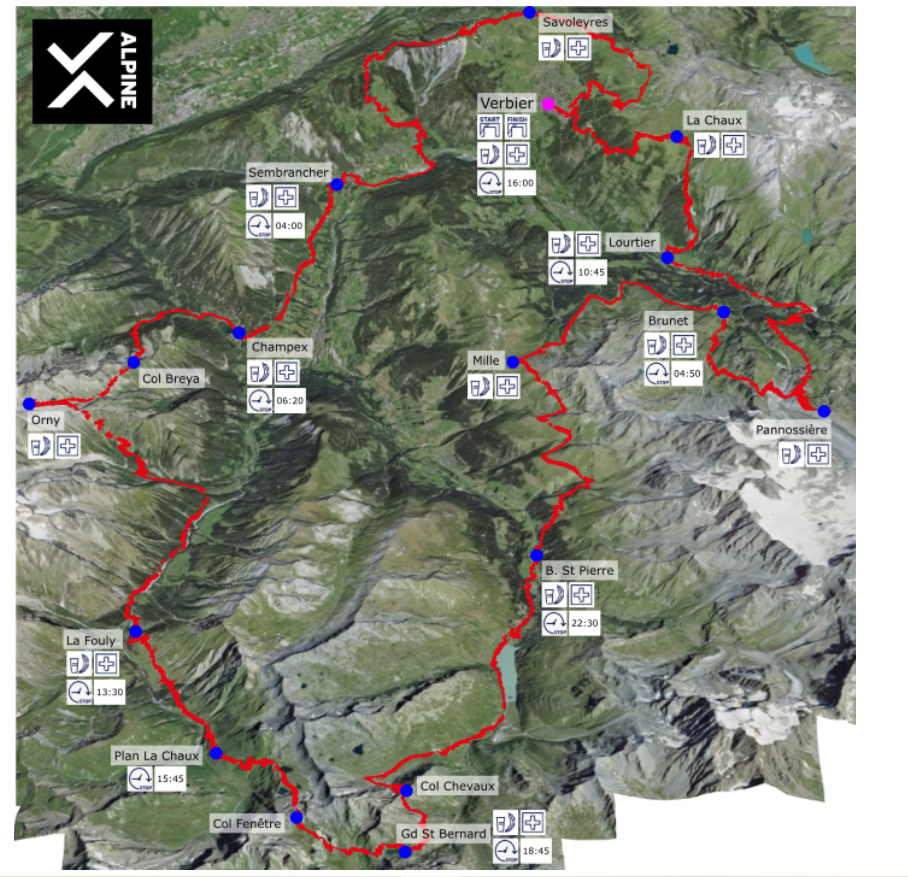
Parcours de la X-Alpine 2022.

Le départ est donné à Verbier. La première montée est la traversée de nuit sur les crêtes qui surplombent la station, avec notamment le sommet de Pierre Avoi ou auparavant le Catogne. Le parcours descend ensuite sur Sembrancher, d'où le tracé déambule à travers quelques petits villages de montagne jusqu'à Champex-Lac puis remonte le val d'Arpette jusqu'à la cabane d'Orny qui marque le point culminant de la course à 2 826 m. Le parcours se poursuit en passant par La Fouly dans le val Ferret, les lacs Fenêtres, le col du Grand Saint-Bernard et le col des Chevaux. Il redescend le val d'Entremont jusqu'à Bourg-Saint-Pierre puis franchit successivement la cabane de Mille (2 473 m), la cabane Brunet (2 103 m), le col des Avouillons (2 649 m), la passerelle de Corbassière (2 365 m) et la cabane de Panossière (2 641 m) avant de descendre vers le village de Lourtier. Le parcours effectue ensuite l'ascension jusqu'à l'alpage de la Chaux et rejoint la station de Verbier où est donnée l'arrivée. Il mesure 140 km pour 9 300 m de dénivelé.
Lors de la première édition en 2009, le parcours mesure 105 km. Il est rallongé à 110 km l'année suivante. L'année 2022 marque un tournant, avec ce long parcours qui est passé à 140 km et 9 300 m de dénivelé. Le premier sommet à franchir n'est plus Catogne mais Pierre Avoi, précédé par le col des Mines.

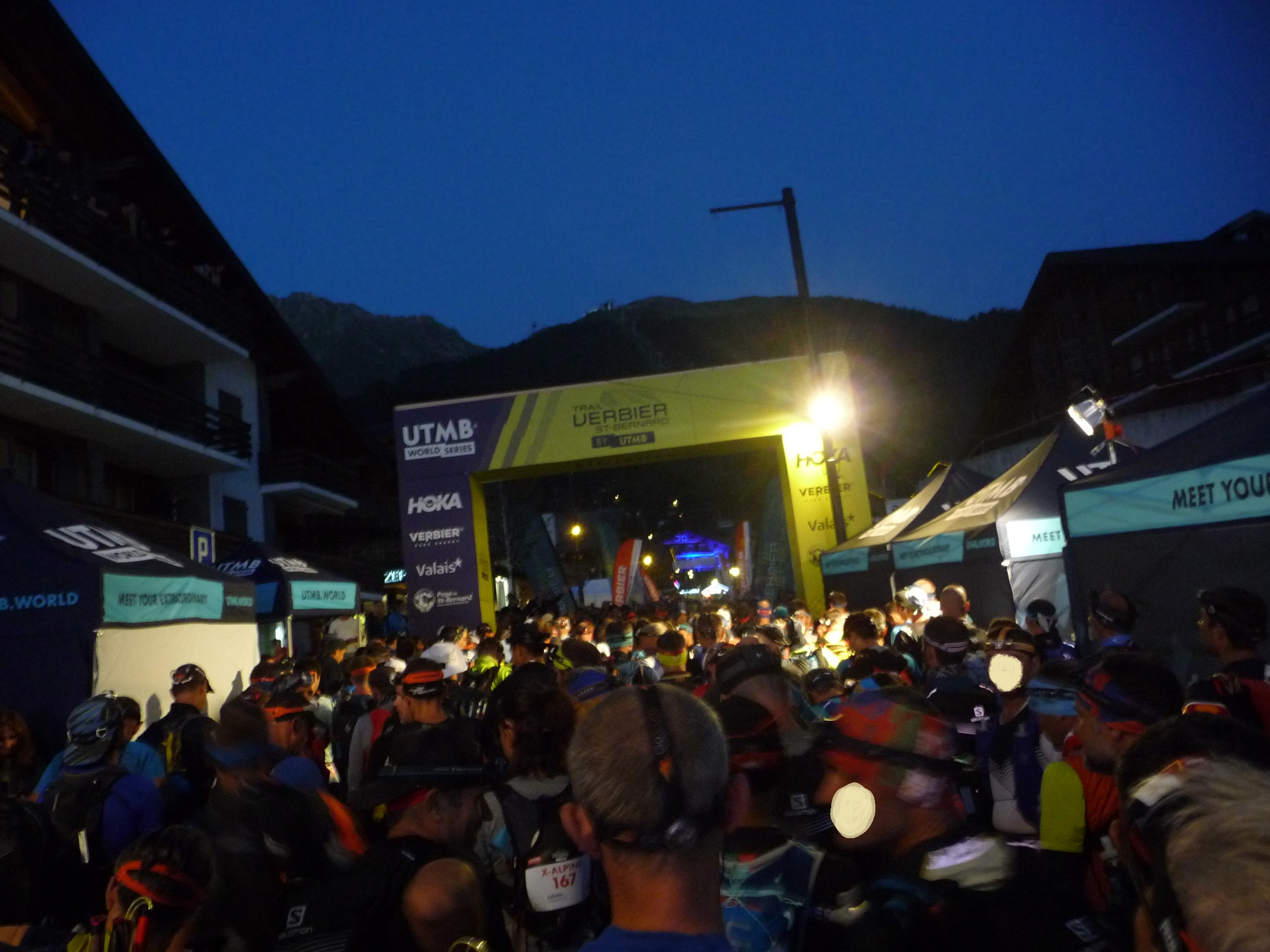
Départ de la X-Alpine 2022.
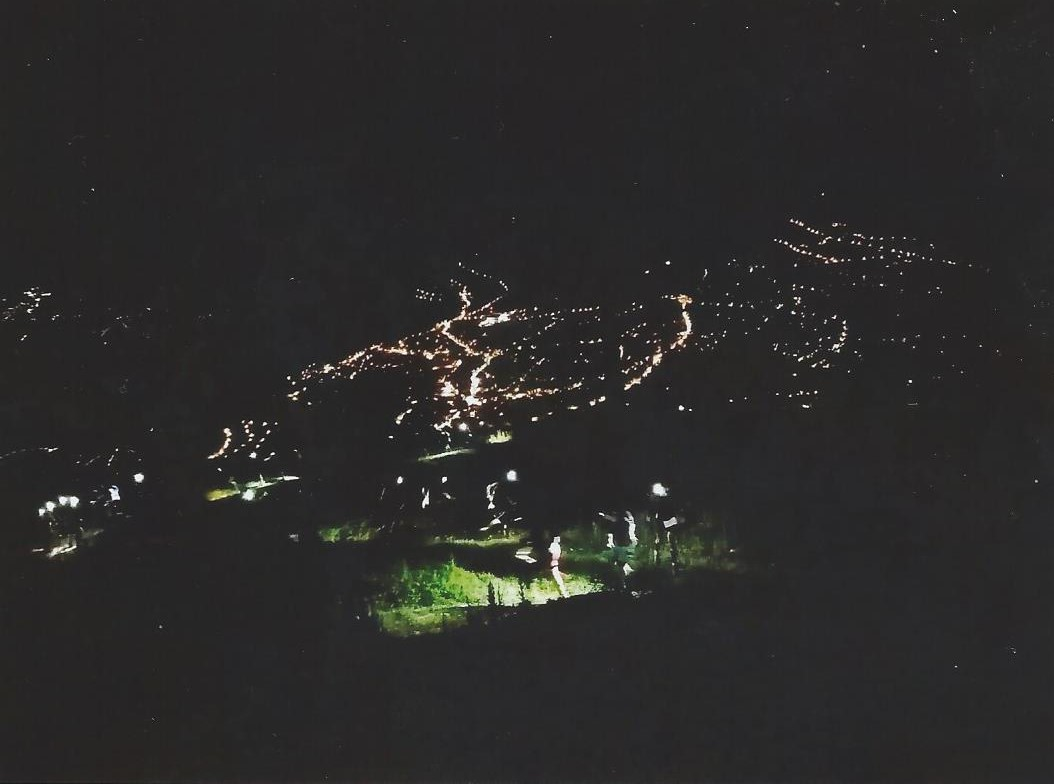
Dans la nuit au-dessus de Verbier un peu plus d’une heure après le départ.
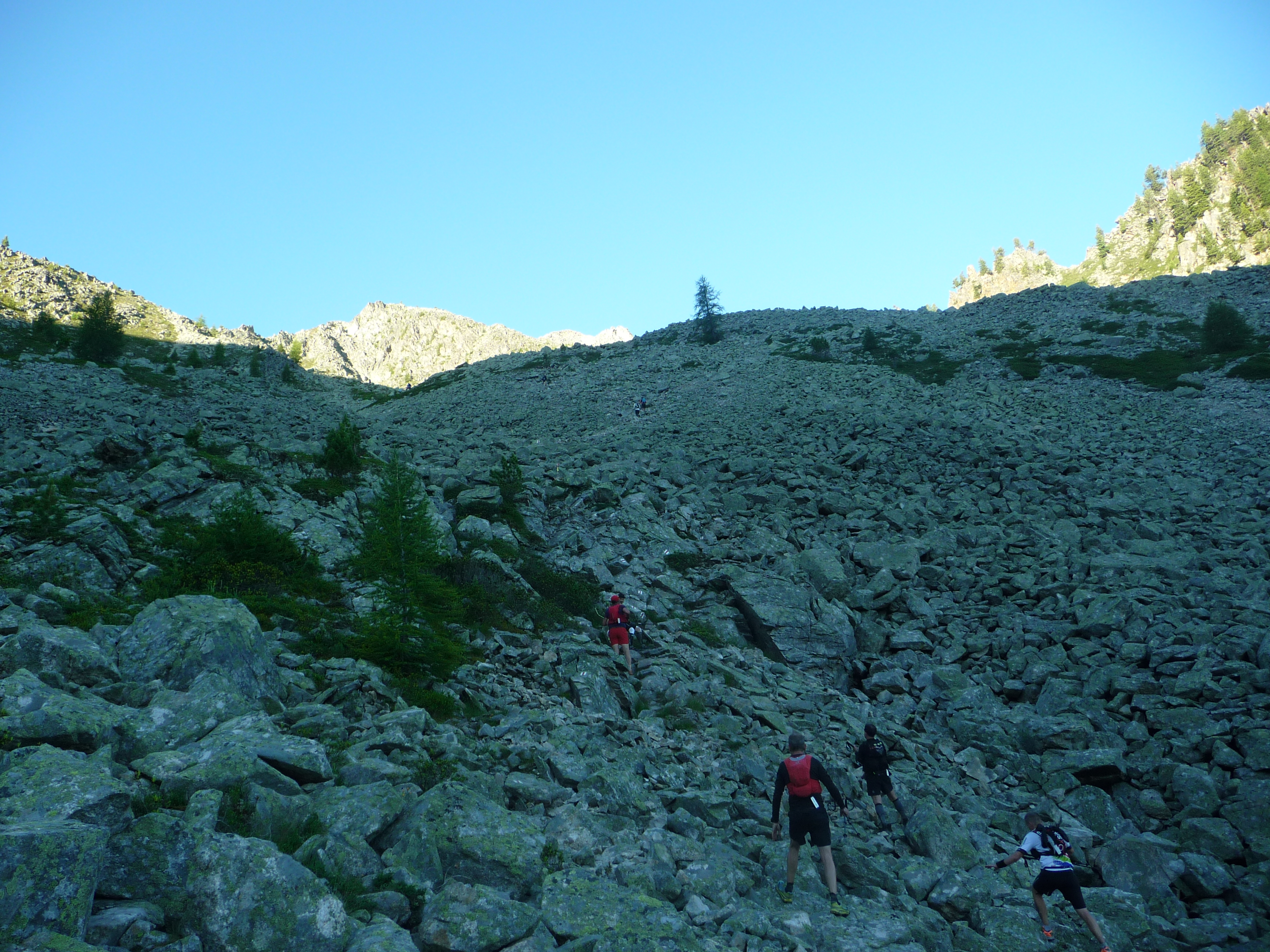
Coureurs dans le pierrier du col de Breya, avant la combe d’Orny.
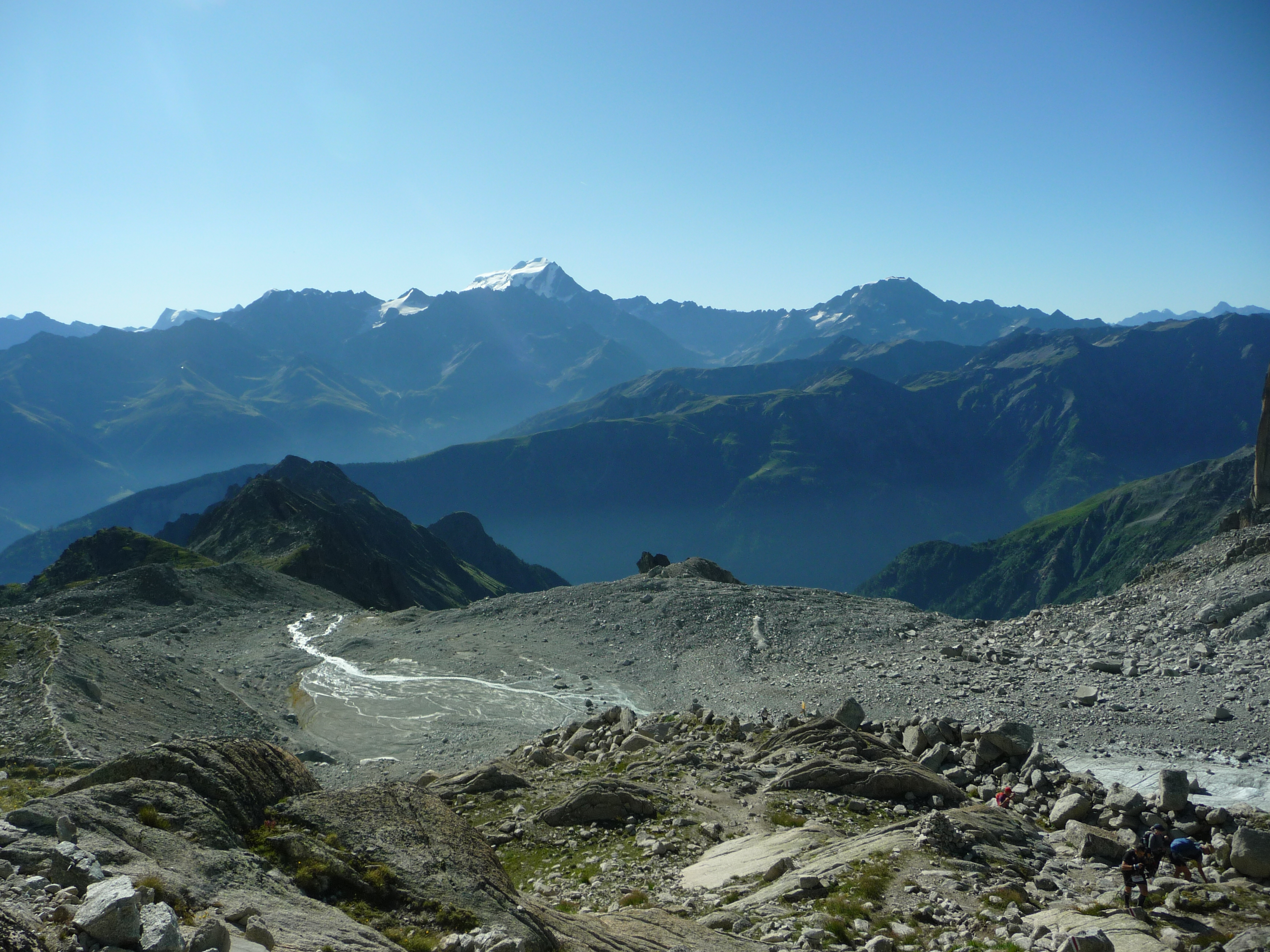
Regard en arrière sur la fin de l’ascension de la cabane d’Orny.
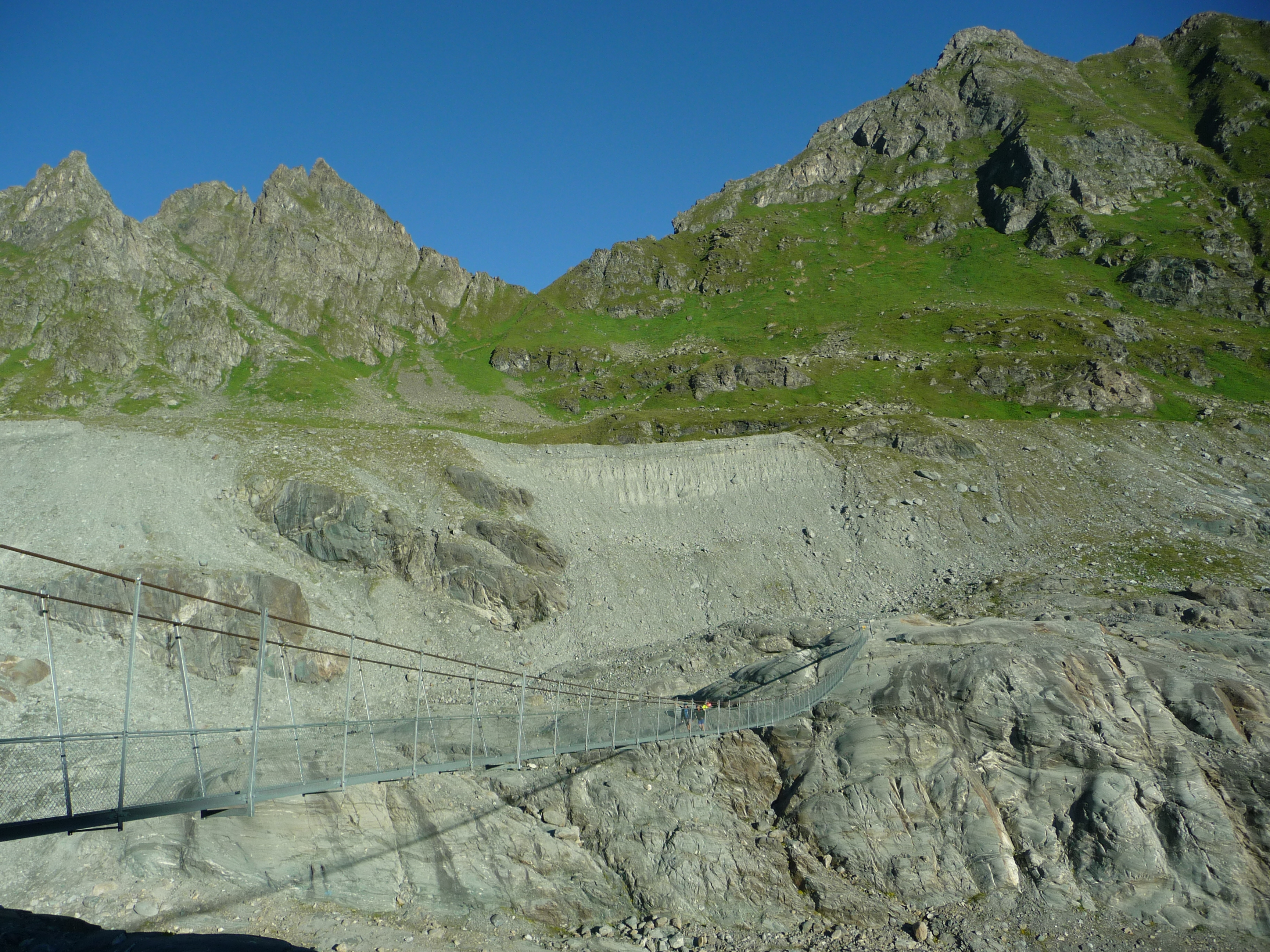
Passerelle de Corbassière (2 365 m) vers le km 115.

### X-Traversée
Le départ est donné à la Fouly. La première partie du parcours suit le tracé de l'« X-Alpine ». Il effectue l'ascension jusqu'au col du Grand Saint-Bernard et au col de Chevaux. Il redescend le val d'Entremont jusqu'à Bourg-Saint-Pierre puis franchit le col de Mille. À la cabane Brunet, il bifurque ensuite pour atteindre le vallon de Panossière jusqu'à la cabane de Panossière. Le parcours redescend le vallon sur le flanc opposé et descend jusqu'à Fionnay. Il descend ensuite le val de Bagnes jusqu'à Lourtier où il reprend le tracé de l'« X-Alpine » avec la montée à l'alpage de la Chaux et l'arrivée à Verbier. Il mesure 76 km pour 5 300 m de dénivelé.
Lors de la première édition en 2009, le parcours mesure 52 km. Il est rallongé à 61 km l'année suivante.

### Verbier Marathon

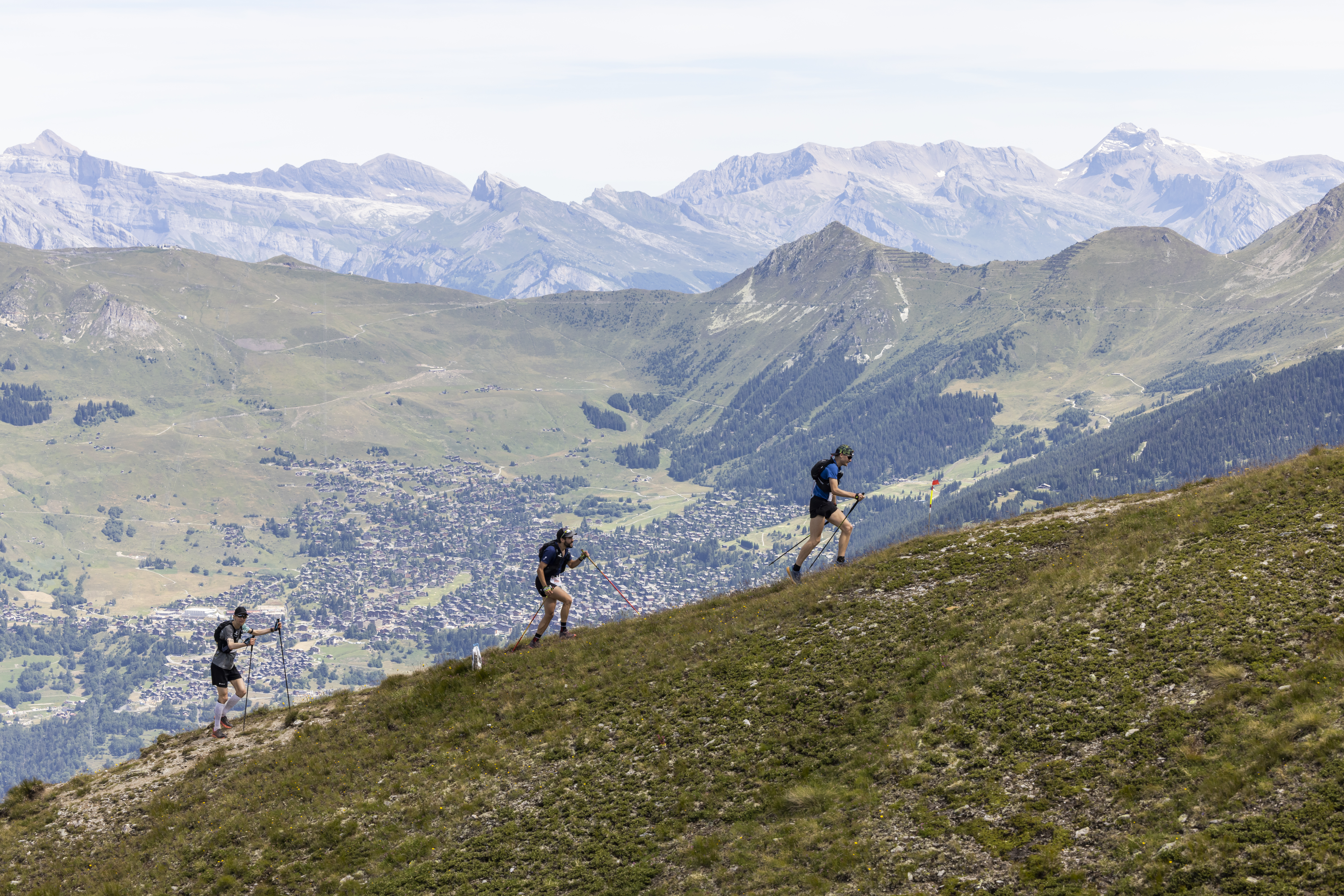
Montée vers le mont Rogneux.

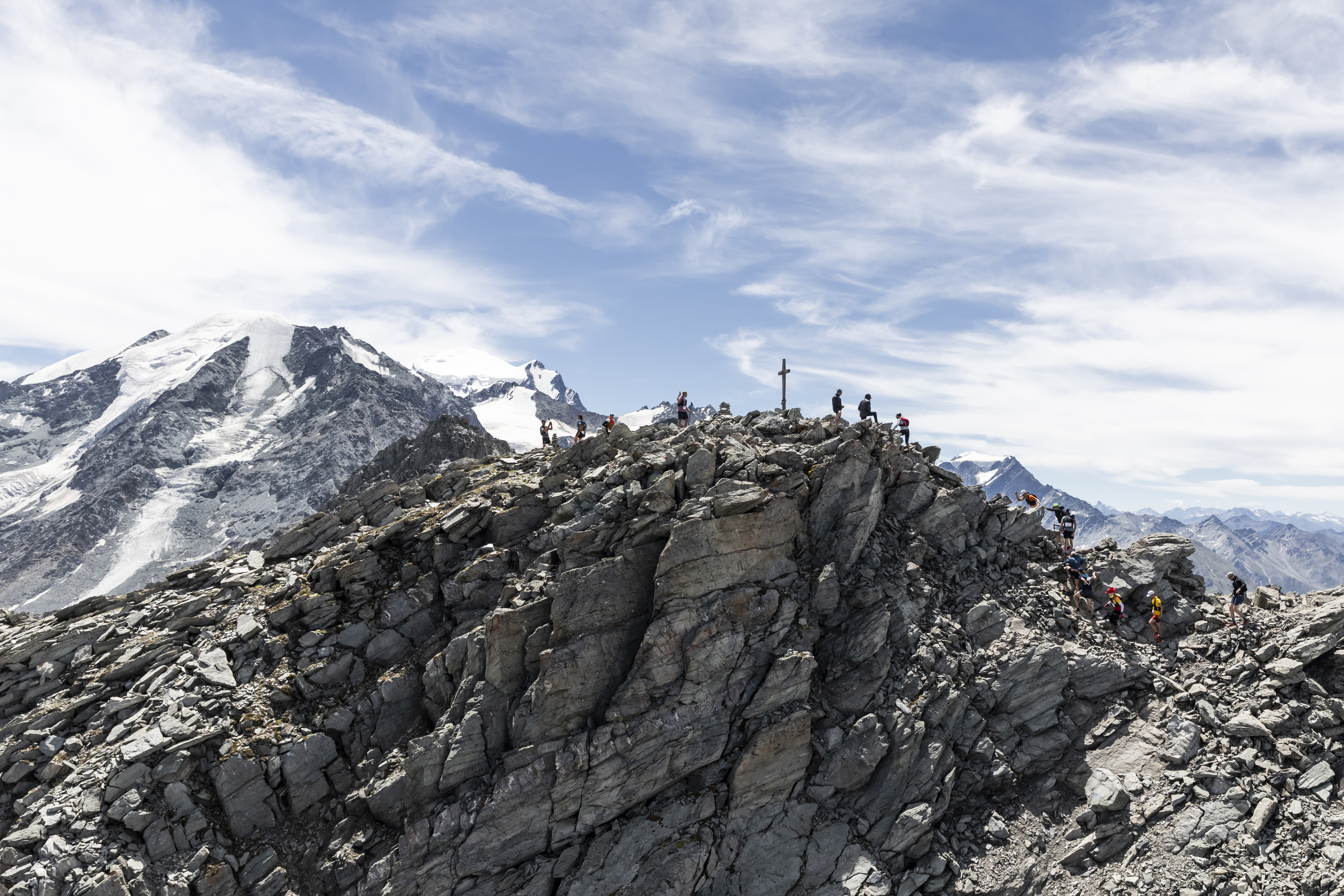
Sommet du mont Rogneux à 3084 m.

C’est depuis les sommets de Bruson, au cœur des mayens, que le départ du Verbier Marathon est donné. Pour y accéder, il faut emprunter la télécabine depuis Le Châble. Avec un début de parcours tout en hauteur, le tracé évolue sur une crête jusqu’au sommet du mont Rogneux à 3 084 m d'altitude avec un panorama sur les massifs des Combins et du mont Blanc. Le sentier redescend ensuite vers de petits lacs de montagne. La course continue vers le site de Panossière, avec sa passerelle et ses glaciers. La fin de parcours est également modifiée, le fameux « mur » laisse place à une montée plus douce et plus directe sur Verbier, traversant le village de Sarreyer. Le parcours mesure 42 km pour 3 000 m de dénivelé positif.

### Verbier X-Plore
Le départ est donné au centre de la station. Après une première montée en direction de la Pierre Avoi, le tracé se poursuit sur un sentier à flanc de coteau puis continue jusqu’à la cabane Mont-Fort et emprunte ensuite une partie du bisse du Levron. La Verbier X-Plore rejoint alors les autres courses et se termine par la traversée de la station. Le parcours mesure 26 km pour 1 700 m de dénivelé positif.

## Vainqueurs

### La Boucle/X-Alpine
| Édition | Date | Hommes                                              | Hommes                                              | Hommes                                              | Femmes                                              | Femmes                                              | Femmes                                              |
| ------- | ---- | --------------------------------------------------- | --------------------------------------------------- | --------------------------------------------------- | --------------------------------------------------- | --------------------------------------------------- | --------------------------------------------------- |
|         |      | Rang                                                | Athlète                                             | Temps                                               | Rang                                                | Athlète                                             | Temps                                               |
| 1re     | 2009 | 1er                                                 | Florent Troillet                                    | 12 h 16 min 55 s                                    | 14e                                                 | Denise Zimmermann                                   | 17 h 12 min 58 s                                    |
| 2e      | 2010 | 1er                                                 | Ulrich Calmbach                                     | 13 h 51 min 30 s                                    | 14e                                                 | Denise Zimmermann — 2e victoire                     | 17 h 42 min 38 s                                    |
| 3e      | 2011 | 1er                                                 | Ludovic Pommeret                                    | 14 h 8 min 46 s                                     | 11e                                                 | Denise Zimmermann — 3e victoire                     | 17 h 16 min 15 s                                    |
| 4e      | 2012 | 1er                                                 | Emmanuel Gault                                      | 14 h 5 min 37 s                                     | 45e                                                 | Florence Golay-Geymond                              | 20 h 58 min 3 s                                     |
| 5e      | 2013 | 1er                                                 | Antoine Guillon                                     | 14 h 45 min 7 s                                     | 19e                                                 | Florence Golay-Geymond — 2e victoire                | 18 h 44 min 42 s                                    |
| 6e      | 2014 | 1er                                                 | Jules-Henri Gabioud                                 | 14 h 35 min 33 s                                    | 14e                                                 | Denise Zimmermann — 4e victoire                     | 18 h 40 min 3 s                                     |
| 7e      | 2015 | 1er                                                 | Arnaud Lejeune                                      | 16 h 32 min 34 s                                    | 17e                                                 | Denise Zimmermann — 5e victoire                     | 22 h 4 min 9 s                                      |
| 8e      | 2016 | 1er                                                 | Jules-Henri Gabioud — 2e victoire                   | 17 h 31 min 42 s                                    | 14e                                                 | Helene Ogi                                          | 21 h 13 min 53 s                                    |
| 9e      | 2017 | 1er                                                 | Sacha Devillaz                                      | 16 h 43 min 41 s                                    | 11e                                                 | Émilie Lecomte                                      | 20 h 33 min 44 s                                    |
| 10e     | 2018 | 1er                                                 | Jean-Philippe Tschumi                               | 15 h 57 min 32 s                                    | 26e                                                 | Denise Zimmermann — 6e victoire                     | 22 h 14 min 56 s                                    |
| 11e     | 2019 | 1er                                                 | Julien Chorier                                      | 16 h 41 min 33 s                                    | 14e                                                 | Ildikó Wermescher                                   | 21 h 20 min 25 s                                    |
| -       | 2020 | Course annulée en raison de la pandémie de Covid-19 | Course annulée en raison de la pandémie de Covid-19 | Course annulée en raison de la pandémie de Covid-19 | Course annulée en raison de la pandémie de Covid-19 | Course annulée en raison de la pandémie de Covid-19 | Course annulée en raison de la pandémie de Covid-19 |
| 12e     | 2021 | 1er                                                 | Antoine Piatti                                      | 16 h 44 min 35 s                                    | 13e                                                 | Emily Vaudan                                        | 19 h 28 min 42 s                                    |
| 13e     | 2022 | 1er                                                 | Antoine Bouchet                                     | 21 h 23 min 11 s                                    | 8e                                                  | Emily Vaudan — 2e victoire                          | 24 h 24 min 33 s                                    |
| 14e     | 2023 | 1er                                                 | Mathieu Clément                                     | 20 h 16 min 40 s                                    | 14e                                                 | Corine Kagerer                                      | 25 h 30 min 40 s                                    |
| 15e     | 2024 | 1er                                                 | Eliot Retulli                                       | 7 h 0 min 25 s                                      | 11e                                                 | Katarzyna Solińska                                  | 8 h 3 min 55 s                                      |
| 16e     | 2025 | 1er                                                 | Beñat Marmissolle                                   | 18 h 41 min 47 s                                    | 15e                                                 | Céline Finas                                        | 24 h 43 min 9 s                                     |

### La Traversée/X-Traversée

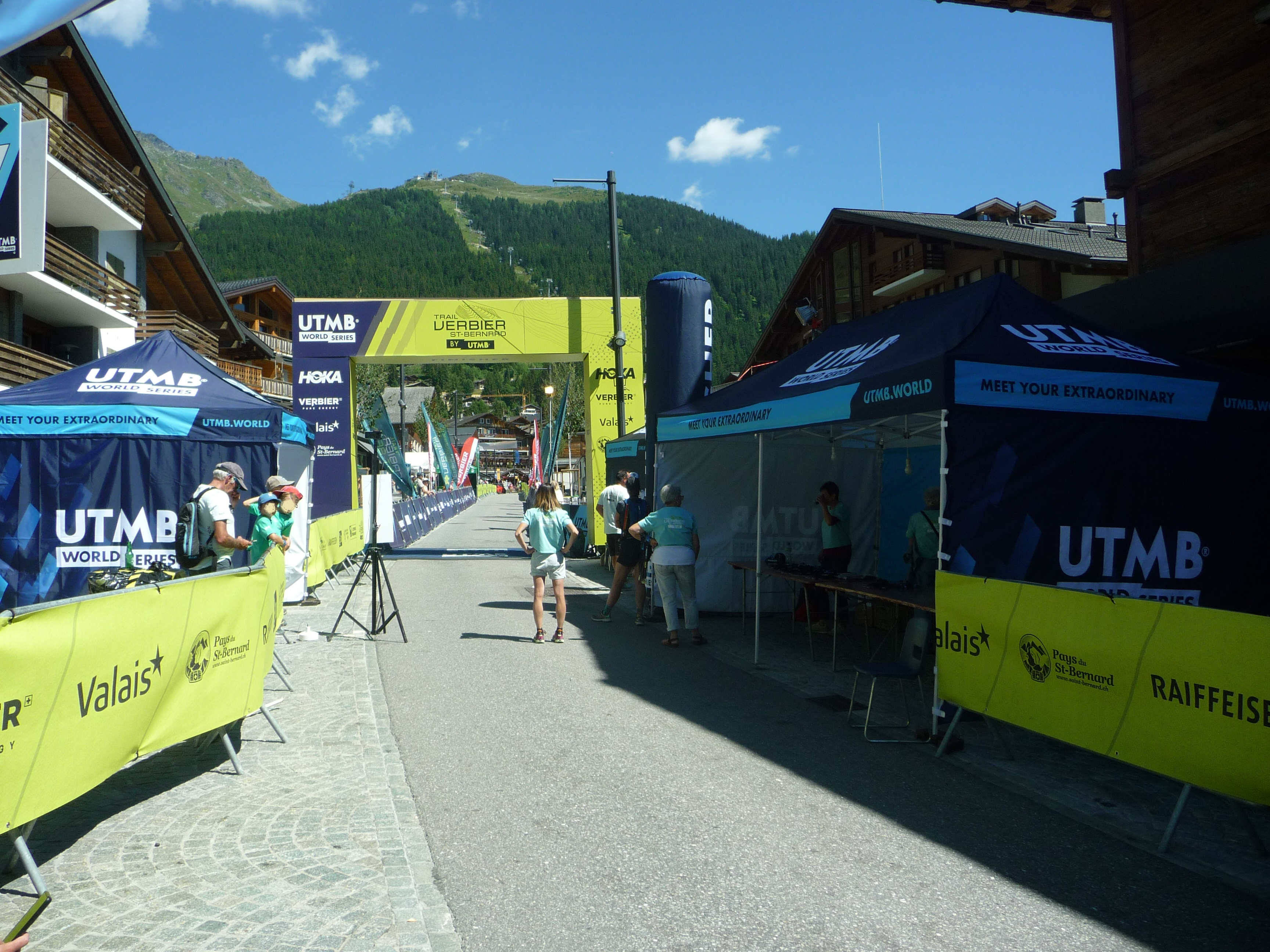
Ligne d'arrivée des courses à Verbier.

| Édition | Date | Hommes                                              | Hommes                                              | Hommes                                              | Femmes                                              | Femmes                                              | Femmes                                              |
| ------- | ---- | --------------------------------------------------- | --------------------------------------------------- | --------------------------------------------------- | --------------------------------------------------- | --------------------------------------------------- | --------------------------------------------------- |
|         |      | Rang                                                | Athlète                                             | Temps                                               | Rang                                                | Athlète                                             | Temps                                               |
| 1re     | 2009 | 1er                                                 | Dawa Dachhiri Sherpa                                | 6 h 39 min 36 s                                     | 11e                                                 | Maude Mathys                                        | 7 h 37 min 40 s                                     |
| 2e      | 2010 | 1er                                                 | Matthias Dippacher                                  | 7 h 5 min 45 s                                      | 7e                                                  | Angela Mudge                                        | 8 h 6 min 24 s                                      |
| 3e      | 2011 | 1er                                                 | Emmanuel Vaudan                                     | 6 h 49 min 51 s                                     | 28e                                                 | Mary-Jérôme Vaudan                                  | 9 h 19 min 13 s                                     |
| 4e      | 2012 | 1er                                                 | Thomas Delamorclaz                                  | 7 h 30 min 22 s                                     | 10e                                                 | Carine Chevrier-Jordan                              | 8 h 27 min 34 s                                     |
| 5e      | 2013 | 1er                                                 | Fritjof Fagerlund                                   | 7 h 19 min 52 s                                     | 12e                                                 | Marlène Cugnet                                      | 9 h 10 min 23 s                                     |
| 6e      | 2014 | 1er                                                 | Marcel Theux                                        | 7 h 33 min 6 s                                      | 20e                                                 | Corine Kagerer                                      | 9 h 1 min 50 s                                      |
| 7e      | 2015 | 1er                                                 | Patrick Fragnière                                   | 7 h 56 min 11 s                                     | 8e                                                  | Marie-Salomé Richoz                                 | 8 h 59 min 34 s                                     |
| 8e      | 2016 | 1er                                                 | Aurélien Patoz                                      | 7 h 25 min 58 s                                     | 25e                                                 | Maya Chollet                                        | 9 h 13 min 16 s                                     |
| 9e      | 2017 | 1er                                                 | François D'Haene                                    | 7 h 7 min 6 s                                       | 22e                                                 | Emily Vaudan                                        | 9 h 22 min 37 s                                     |
| 10e     | 2018 | 1er                                                 | Mike Aigroz                                         | 8 h 52 min 25 s                                     | 16e                                                 | Sarah Vieuille                                      | 10 h 41 min 22 s                                    |
| 11e     | 2019 | 1er                                                 | Mike Aigroz — 2e victoire                           | 8 h 31 min 17 s                                     | 14e                                                 | Maya Chollet — 2e victoire                          | 10 h 29 min 44 s                                    |
| -       | 2020 | Course annulée en raison de la pandémie de Covid-19 | Course annulée en raison de la pandémie de Covid-19 | Course annulée en raison de la pandémie de Covid-19 | Course annulée en raison de la pandémie de Covid-19 | Course annulée en raison de la pandémie de Covid-19 | Course annulée en raison de la pandémie de Covid-19 |
| 12e     | 2021 | 1er                                                 | Ramon Manetsch                                      | 8 h 30 min 50 s                                     | 34e                                                 | Mélanie Delasoie                                    | 11 h 19 min 2 s                                     |
| 13e     | 2022 | 1er                                                 | Martin Lustenberger                                 | 9 h 19 min 50 s                                     | 4e                                                  | Manon Bohard Cailler                                | 10 h 17 min 35 s                                    |
| 14e     | 2023 | 1er                                                 | Thibaut Garrivier                                   | 9 h 0 min 22 s                                      | 11e                                                 | Katarzyna Solińska                                  | 10 h 34 min 15 s                                    |
| 15e     | 2024 | Course annulée en raison des intempéries            | Course annulée en raison des intempéries            | Course annulée en raison des intempéries            | Course annulée en raison des intempéries            | Course annulée en raison des intempéries            | Course annulée en raison des intempéries            |
| 16e     | 2025 | 1er                                                 | Aurélien Dunand-Pallaz                              | 9 h 8 min 55 s                                      | 24e                                                 | Caroline Chaverot                                   | 11 h 8 min 56 s                                     |